# Adriano Baffi

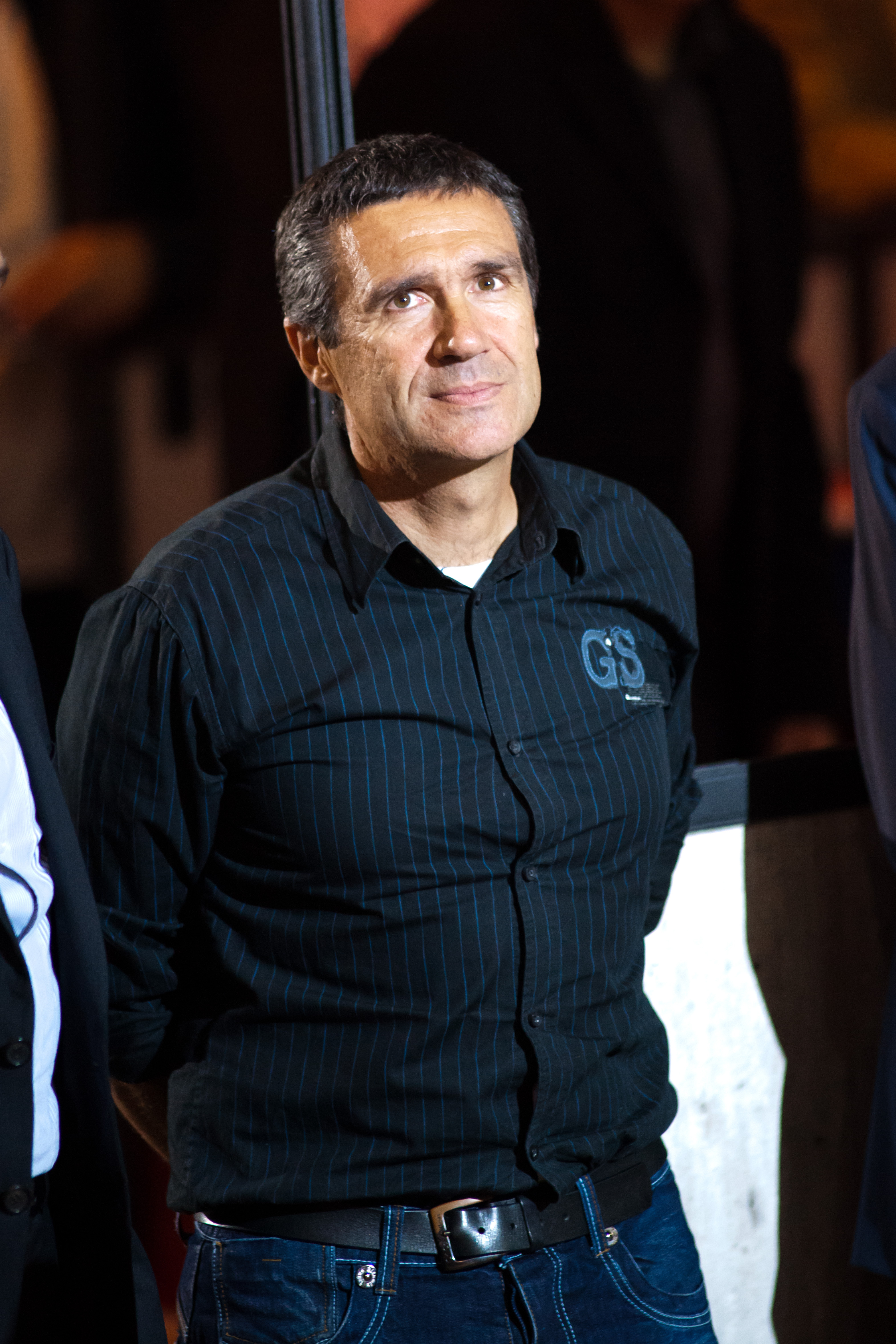
Adriano Baffi beim Sechstagerennen von Grenoble 2011

Adriano Baffi (* 7. August 1962 in Vailate, CR, Italien) ist ein ehemaliger italienischer Radrennfahrer. Seine Karriere begann er im Jahre 1985 und war bis 2002 als Profi aktiv.
Baffi nahm in seiner Laufbahn drei Mal an der Tour de France teil und beendete diese 1997 als 119. Er war Spezialist für Flachetappen bei Rundfahrten. 1988 gewann er den Giro di Campania. 1994 gewann er zum Saisonauftakt das Rennen Nizza–Alassio. Auf der Bahn war Baffi ebenfalls erfolgreich, er startete bei 77 Sechstagerennen, von denen er 13 gewann, u. a. vier Sechstagerennen gemeinsam mit Giovanni Lombardi und drei mit Pierangelo Bincoletto.
Sein Vater war der Radrennfahrer Pierino Baffi.

## Erfolge

### Straße
- Giro d’Italia:  1990: 11. & 18. Etappe; 1993: , 2., 8. & 18. Etappe
- Vuelta a España: 1995: 19. Etappe
- Tour de Suisse: 1987: 1. Etappe
- Paris–Nizza: 1989: 7. Etappe (Teil 1), 1990: 5. Etappe, 1992: 8. Etappe, 1997: 7. Etappe
- Tirreno–Adriatico: 1988: 2. & 6. (Teil 1) Etappe, 1994: 1. Etappe

### Bahn
- Punktefahren:  1987, 1988, 1999
- Sechstagerennen
  - Bologna: 1994 (mit Pierangelo Bincoletto)
  - Bordeaux: 1993 (mit Giovanni Lombardi)
  - Dortmund: 1994 (mit Giovanni Lombardi)
  - Grenoble: 1996 (mit Giovanni Lombardi), 1998 (mit Andrea Collinelli), 1999 (mit Andrea Collinelli), 2002 (mit Marco Villa)
  - München: 1996 (mit Giovanni Lombardi)
  - Stuttgart: 1999 (mit Andreas Kappes)
  - Zürich: 1989 (mit Pierangelo Bincoletti), 1990 (mit Pierangelo Bincoletti)

## Teams
- 1985	Ariostea–Oece
- 1986–1988 Gis Gelati
- 1989–1992 Ariostea
- 1993–1994 Mercatone Uno–Zucchini–Medeghini
- 1995–1996 Mapei–GB–Latexco
- 1997 U.S. Postal Service
- 1998 Ballan
- 1999–2002 Mapei–Quick-Step